# The Edge of Sleep
The Edge of Sleep is een Amerikaanse televisieserie op Amazon Prime Video die uitgekomen is op 18 oktober 2024. De serie bestaat uit zes afleveringen en is gebaseerd op de gelijknamige Qcode-podcast "The Edge of Sleep".

## Rolverdeling
| Acteur                      | Personage   | Rol             | Seizoen |
| --------------------------- | ----------- | --------------- | ------- |
| Mark Fischbach (Markiplier) | Dave Torres | Nachtwaker      | 1       |
| Lio Tipton                  | Katie Dowd  | Verpleegkundige | 1       |
| Franz Drameh                | Matteo Leon | Nachtwaker      | 1       |
| Eve Harlow                  | Linda Russo | Ex van Dave     | 1       |